# Camp de concentració nazi
|  | No s'ha de confondre amb camp d'extermini. |

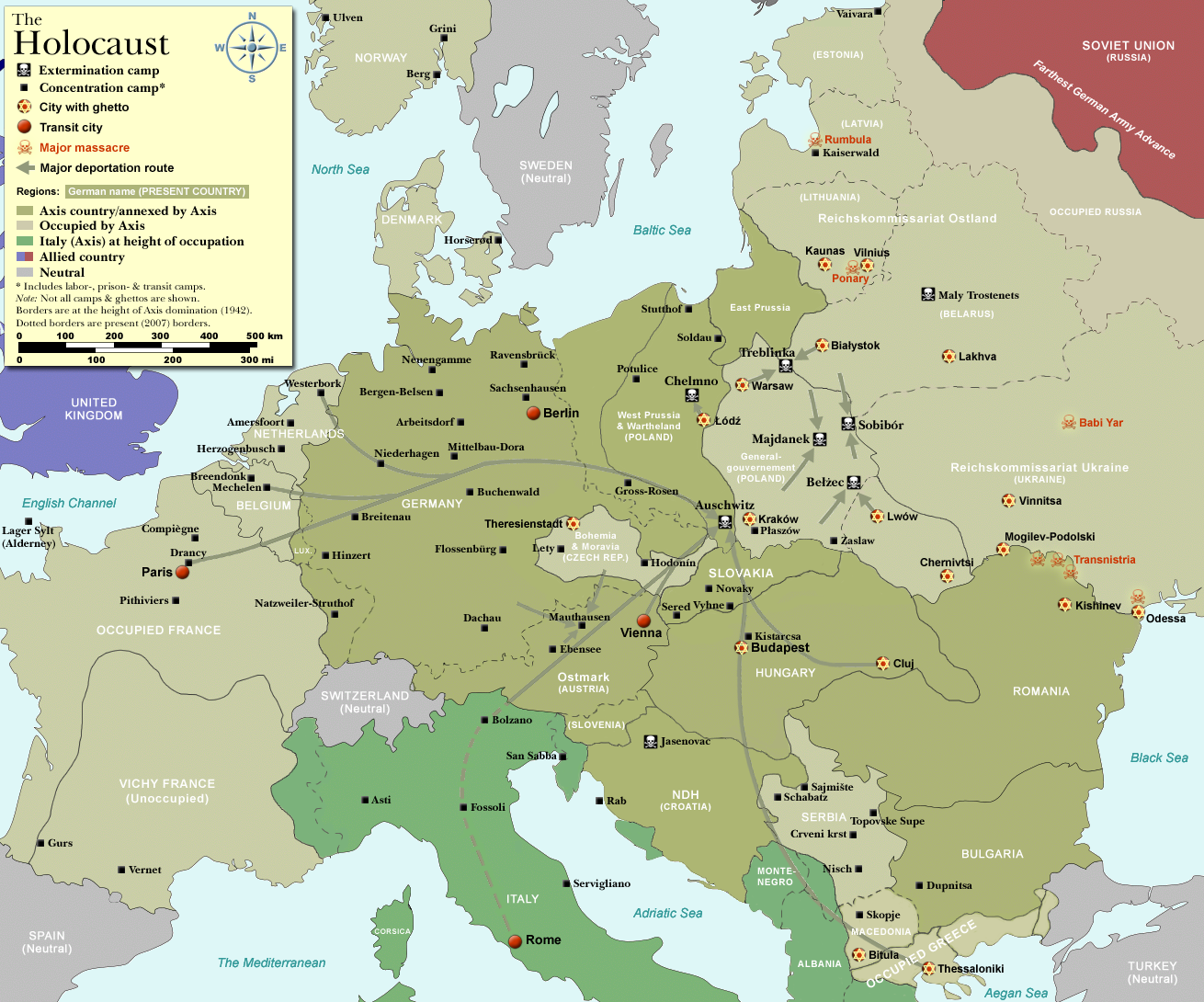
Mapa mostrant la localització els diversos camps de concentració i els d'extermini arreu d'Europa sota domini de les potències de l'Eix

Els camps de concentració nazis són centres de detenció de grans dimensions creats pel Tercer Reich a partir de l'ascens al poder d'Adolf Hitler i vigents fins a la fi de la Segona Guerra Mundial on s'hi internava, explotava la seva força de treball i s'assassinaven els opositors polítics del règim, els residents dels països conquerits per Alemanya durant la guerra, grups ètnics o religiosos concrets, etc. Els propis detinguts són obligats a construir els camps treballant en condicions inhumanes que, sovint, els fan perdre la vida. El Tercer Reich va utilitzar camps de concentració com els de Dachau o Buchenwald per a, inicialment, allunyar i aterrir els seus opositors polítics i, després, per a internar jueus, gitanos, sacerdots i prelats catòlics, testimonis de Jehovà, homosexuals i "elements antisocials" com ara delinqüents, vagabunds, etc. Finalment, un cop iniciada la Segona Guerra Mundial, els camps es multipliquen per tot el territori ocupat per Alemanya -n'hi va haver més de mil en funcionament (inclosos els subcamps)- alhora que comencen a fer-se servir per a empresonar-hi i explotar els opositors dels territoris conquerits i els presoners de guerra. Els empresonats havien de fer jornades laborals esgotadores, amb un règim alimentari insuficient, una atenció mèdica pràcticament inexistent, maltractaments regulars i mortalitat elevada. Tot plegat tenia l'objectiu de deshumanitzar les víctimes i portar-les a una mort ràpida. Al voltant de 1,65 milions de persones hi van ser registrades com a presoneres, de les quals al voltant d'un milió hi van morir.

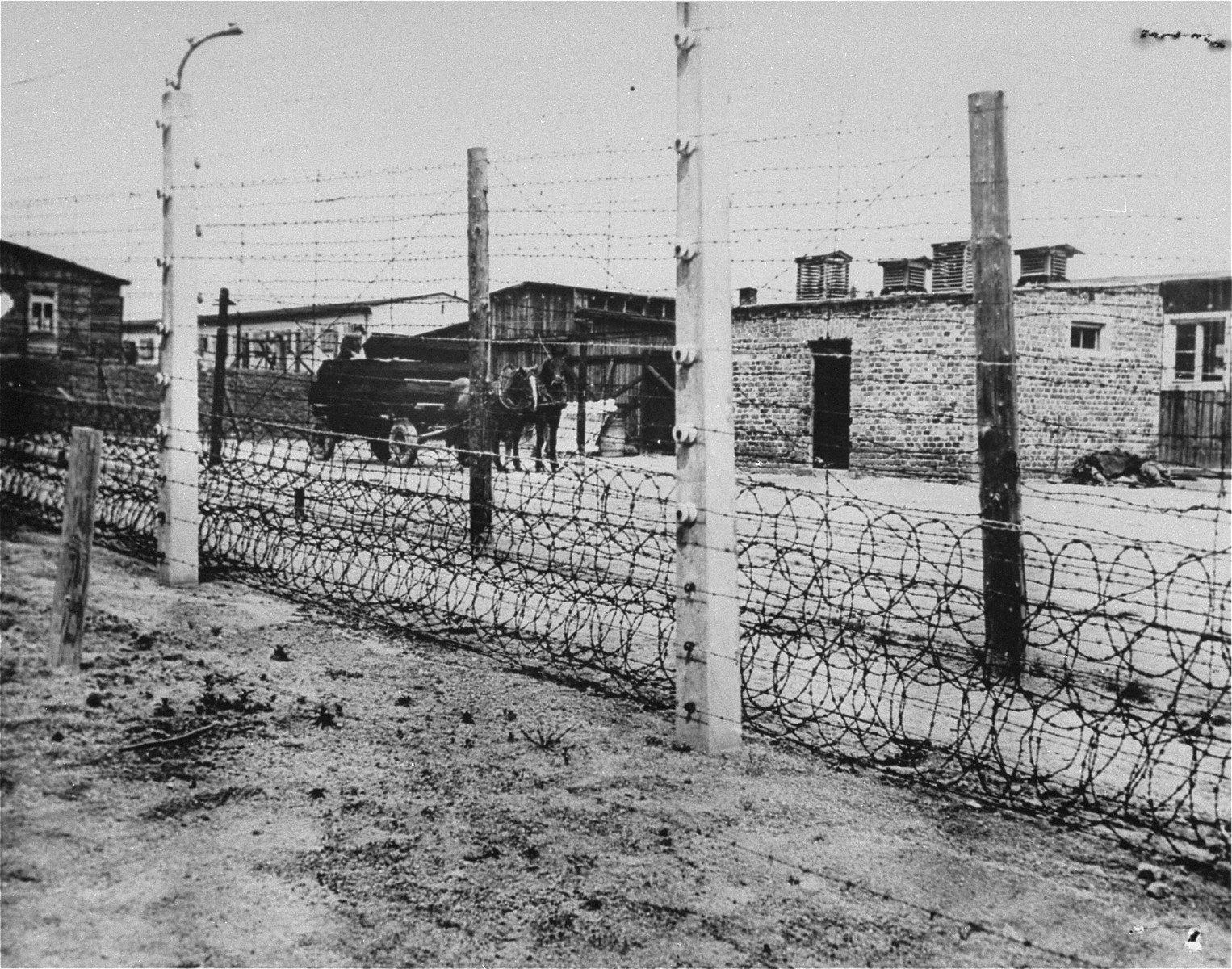
Mesures de seguretat al Camp de concentració de Flossenbürg.

 El primer camp de concentració nazi es va inaugurar el 22 de març de 1933, a Dachau, immediatament després que Adolf Hitler es convertís en canceller d'Alemanya. Després de la Nit dels ganivets llargs el 1934, els camps de concentració van ser dirigits exclusivament per les SS a través de la Inspecció dels camps de concentració i, posteriorment, per l'Oficina Administrativa i Econòmica Principal de les SS. Inicialment, la majoria dels presoners eren membres del Partit Comunista d'Alemanya, però amb el pas del temps es van detenir diferents grups, inclosos "criminals habituals", "asocials" i jueus. Després del començament de la Segona Guerra Mundial, gent de l'Europa ocupada pels alemanys van ser empresonats als camps de concentració. Després de les victòries militars aliades, els camps es van alliberar gradualment el 1944 i el 1945, tot i que centenars de milers de presoners van morir a les  marxes de la mort. Molts dels antics camps s'han convertit en museus que commemoren les víctimes del règim nazi.
A més, en el context de l'Holocaust (la destrucció sistemàtica dels jueus d'Europa), també es van crear sis camps d'extermini, la naturalesa i els objectius dels quals és diferent de la del sistema dels camps de concentració.

## Antecedents

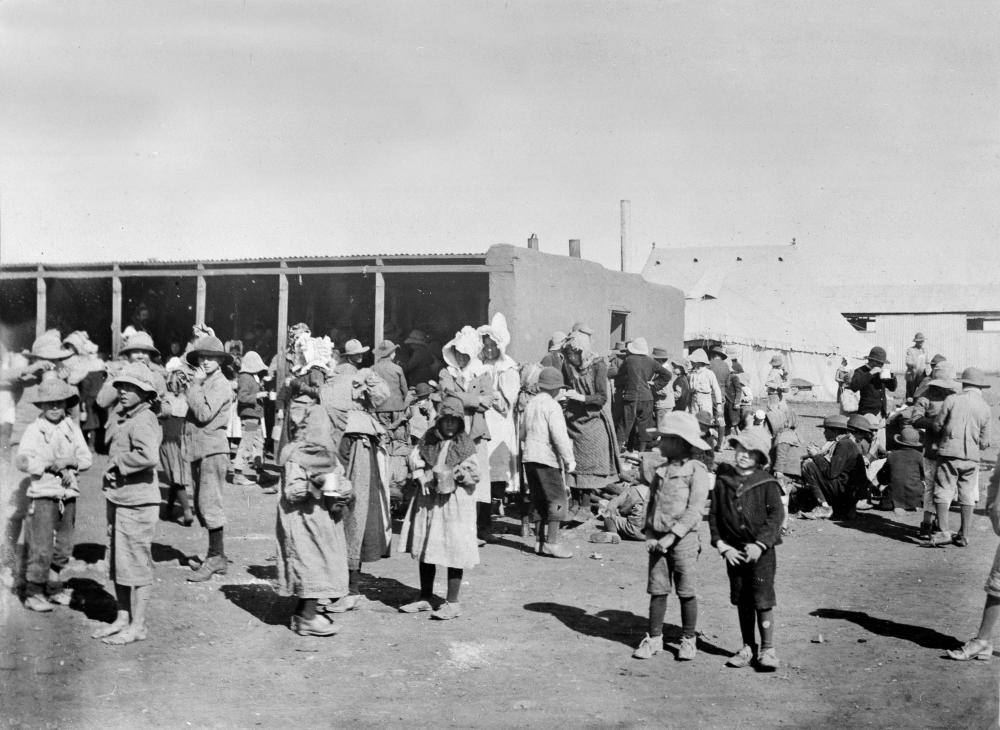
Civils bòers fotografiats en un camp de concentració, el 1901

Els primers camps de concentració moderns van ser creats pels espanyols el 1896 com a "reconcentrados" per allotjar els cubans sospitosos de donar suport als insurgents durant la Guerra d'Independència de Cuba i els britànics durant la Segona Guerra Bòer per allotjar els bòers per evitar que donessin suport a les forces de la República Sud-Africana i de l'Estat Lliure d'Orange. No obstant això, els primers exemples del que es podria anomenar "camps de concentració" van ser utilitzats pels Estats Units durant la seva deportació forçada dels nadius americans per allotjar temporalment homes de la tribu índia mentre es decidia on serien obligats a migrar. Segons l'historiador Dan Stone, els camps de concentració eren "l'extensió lògica de fenòmens que havien caracteritzat durant molt de temps el domini colonial". Tot i que la paraula "camp de concentració" ha adquirit la connotació de l'assassinat dels detinguts a causa dels camps de concentració nazis, els camps espanyol, britànic i americà no van implicar l'assassinat sistemàtic dels que hi havia. L'imperi alemany també va establir camps de concentració (alemany: Konzentrationslager), com el de l'illa dels taurons durant el genocidi Herero i Namaqua (1904–1907). La taxa de mortalitat dels enviats a aquests camps va ser del 45%, el doble que la dels camps britànics. Amb el pas del temps, els camps de concentració es van fer més greus. La professionalització dels exèrcits europeus del segle xix va conduir a "una doctrina de la necessitat militar que justificava la violència extrema", fins i tot contra civils considerats una amenaça.
Durant la Primera Guerra Mundial, de vuit a nou milions de presoners de guerra van ser detinguts en camps de presoners de guerra, alguns d'ells en llocs que després van ser les seus dels camps nazis, com Theresienstadt i Mauthausen. Molts presoners detinguts per Alemanya van morir com a conseqüència de la retenció intencionada d'aliments i de les perilloses condicions de treball en violació de la Convenció de la Haia de 1907. En països com França, Bèlgica, Itàlia, Àustria-Hongria i Alemanya, els civils considerats "d'origen enemic" van ser desnaturalitzats. Centenars de milers van ser internats i sotmesos a treballs forçats en dures condicions. Durant el genocidi armeni, l'internament va resultar mortal per als armenis que van ser detinguts en camps temporals abans de la seva deportació al desert de Síria. A l'Alemanya de la postguerra, jueus d'Europa de l'Est van ser empresonats a Cottbus-Sielow i Stargard com a "estrangers no desitjats".

## Història

### Primers camps (1933-1934)

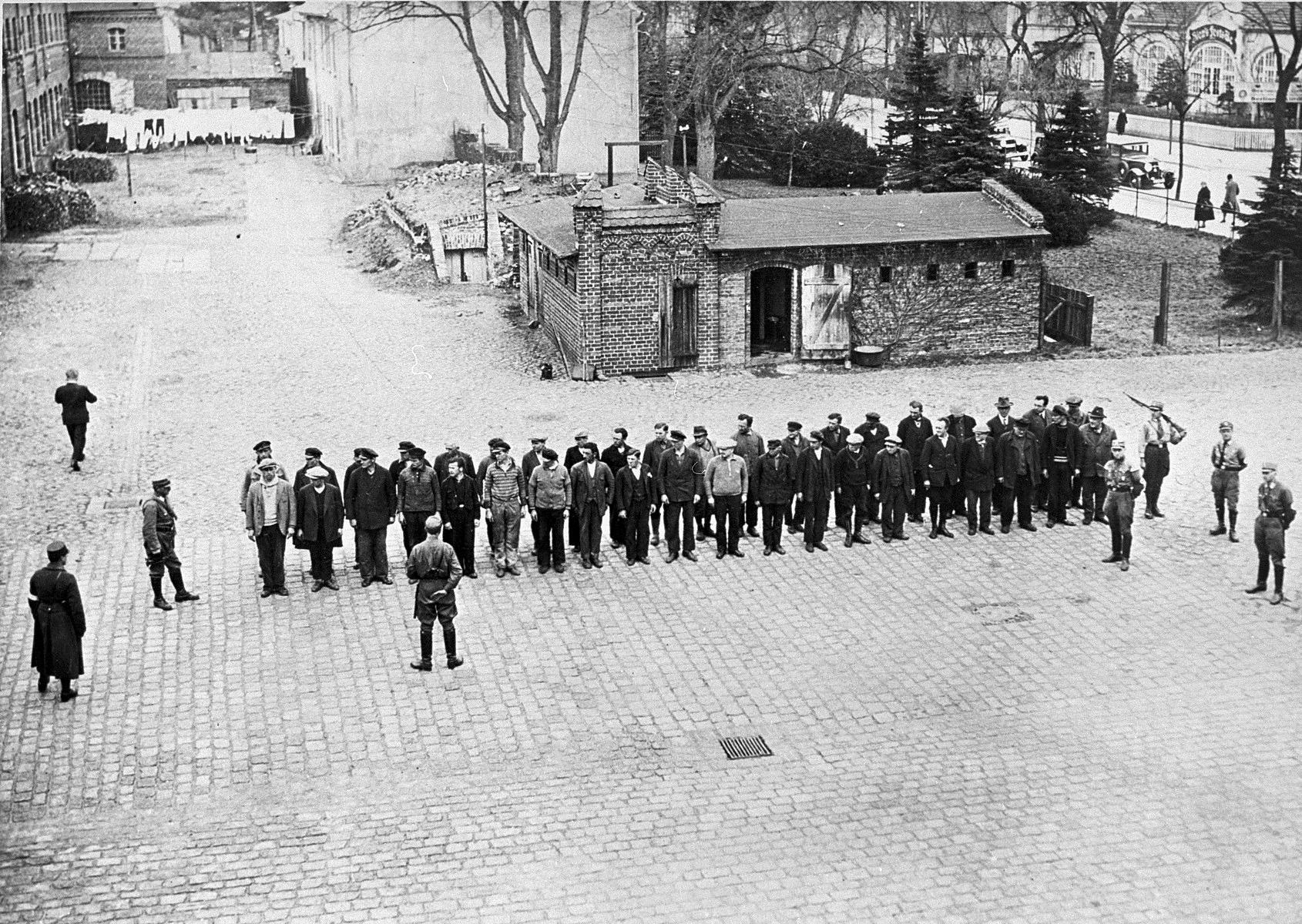
Els presos custodiats per homes de la SA s'alineen al pati del camp de concentració d'Oranienburg, el 6 d'abril de 1933

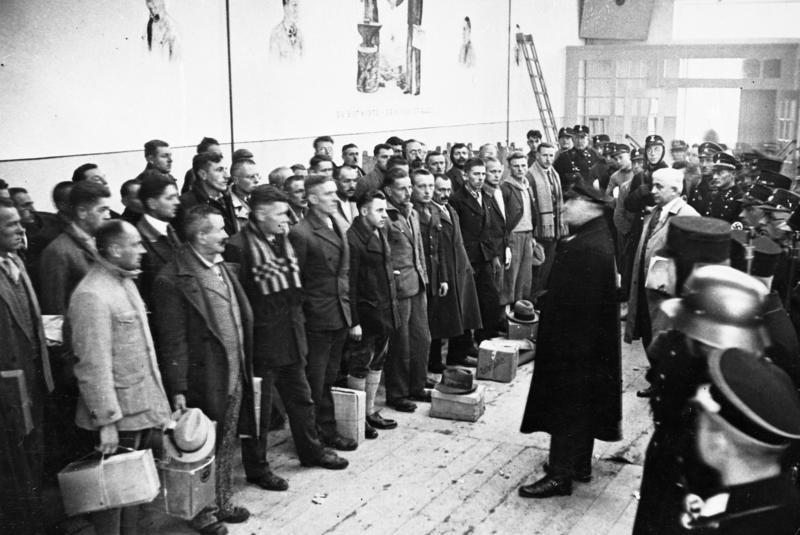
El comandant Theodor Eicke es dirigeix a 600 presoners de Dachau que van ser alliberats el Nadal de 1933.

El crac econòmic de 1929 va desestabilitzar la República de Weimar i l'últim govern elegit va caure el març de 1930. Una seqüència de cancellers designats pel president Paul von Hindenburg governats per decrets llei segons l'article 48 de la Constitució de Weimar. El 30 de gener de 1933, Adolf Hitler es va convertir en canceller després d'acordar un acord amb l'anterior canceller, Franz von Papen. Segons l'historiador Nikolaus Wachsmann, els nazis no tenien cap pla per als camps de concentració abans de prendre el poder. El sistema de camps de concentració va sorgir els mesos següents a causa del desig de suprimir desenes de milers d'opositors nazis a Alemanya. L'incendi del Reichstag el febrer de 1933 va ser el pretext per a les detencions massives; el Decret de l'Incendi del Reichstag va eliminar el dret a la llibertat personal recollit a la Constitució de Weimar. El primer campament va ser Nohra, establert a Nohra, Turíngia, el 3 de març de 1933 a una escola. Les detencions van augmentar després de les eleccions del 5 de març i el primer camp de concentració nazi es va inaugurar el 22 de març, a Dachau. En una circular que Himmler, director de la policia de Baviera, va fer arribar a tots els caps de policia, hi anunciava l'obertura del camp amb l'objectiu d'aconseguir "la pacificació nacional i segons el desig de la població". Malgrat aquesta publicitat, el cap de la policia auxiliar de Múnic, Johann-Erasmus Freiherr von Malsen-Ponickau, ja va avisar els guardes de les SS que van arribar a Dachau després de la seva obertura sobre quin era el seu veritable objectiu:
Camarades de les SS!

Ja sabeu la missió que ens ha donat el Führer. No hem vincut aquí per a qüestions humanitàries amb aquests porcs. No els considerem éssers humans, com nosaltres, sinó persones de segona classe. Durant anys, ha npogut dur a terme la seva existència criminal; però, ara, tenim el poder. Si aquests porcs l'haguessin ostentat, ens haurien tallat el cap a tots. Per tant, no hi ha espai per al sentimentalisme. Si algú no pot veure la sang dels camarades, no pertany al grup i, més val que marxi. Mentre més porcs d'aquests fem caure, a menys n'haurem d'alimentar.
La base legal per a les detencions era la pràctica prèvia de "detenció protectiva", que significava restringir la llibertat d'una persona per a la seva pròpia protecció, o bé "prendre elements sediciosos sota custòdia durant les emergències", inclosos alguns membres del Partit Comunista d'Alemanya (KPD) a la República de Weimar. La custòdia protectora significava que la presó podia continuar després que una persona fos absolta o hagués acabat la seva condemna.. Els diaris d'aquella època van informar dels camps de concentració amb un detall considerable i van demonitzar els presoners com perillosos elements d'esquerra. El vuitanta per cent dels presos eren comunistes i el deu per cent socialdemòcrates; el deu per cent restant estava afiliat a un partit diferent, eren activistes sindicals o no tenien cap relació amb un partit polític. A finals d'any, 241 exdiputats del Reichstag de Weimar havien estat arrestats. Molts presoners van ser alliberats a finals de 1933 i, després de la ben publicitada amnistia nadalenca, només quedaven algunes desenes de camps.
El nombre de presoners entre 1933 i 1934 és difícil de determinar; Jane Caplan la va estimar en 50.000, amb detencions potser superiors a 100.000, mentre que Wachsmann va estimar que entre 150.000 i 200.000 persones van ser detingudes sense judici el 1933. Al 1933 es van establir uns 70 camps, en qualsevol estructura convenient que podria contenir presoners, incloses fàbriques, presons, finques rurals, escoles, cases de treball i castells. Molts llocs van ser reutilitzats com a centres de detenció nazis més tard. No hi havia cap sistema nacional; el camps eren operats per la policia local, les SS i la SA, els ministeris de l'interior o una combinació dels anteriors. Els primers camps del 1933-1934 eren heterogenis i, a diferència dels creats el 1936 i després, en aspectes fonamentals com l'organització, les condicions i els grups empresonats. Per tant, els investigadors han començat a anomenar-los "camps inicials" en lloc de "camps de concentració". Tot i que els camps no eren llocs de matances rutinàries, la seva violència sense precedents va marcar el final de la República de Weimar.

### Institucionalització (1934-1937)

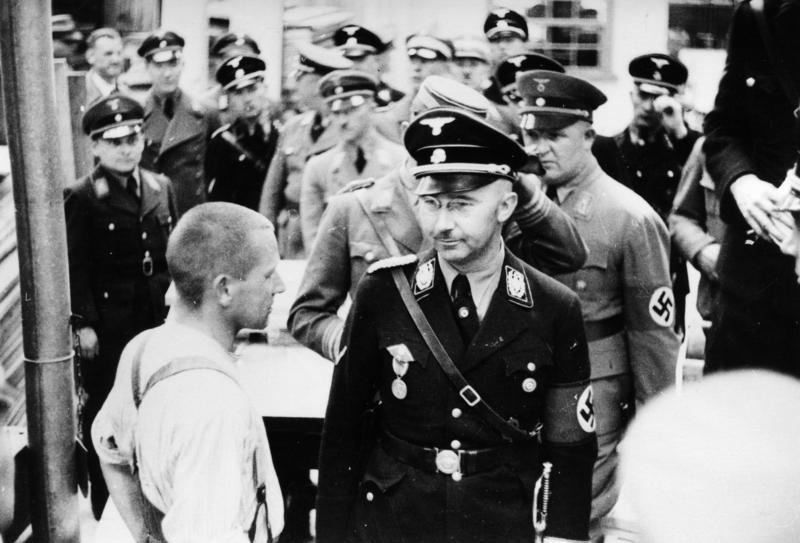
Heinrich Himmler inspecciona Dachau el 8 de maig de 1936.

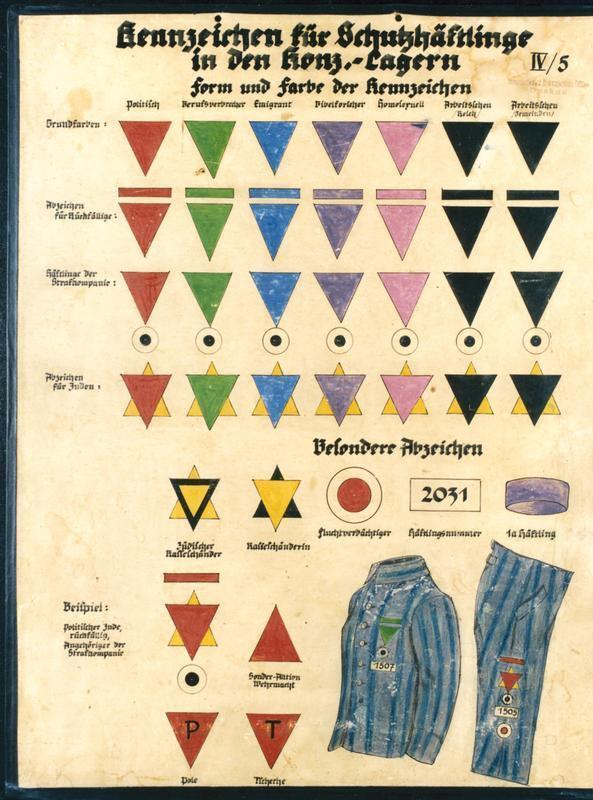
Fulletó contemporani del 1936 conservat pel Bundesarchiv amb les codificacions dels emblemes dels uniformes dels presoners (vermell= polític, verd = pres "professional", blau = emigrant, violat = presoner religiós (usat p. ex. en Testimonis de Jehovà) rosa = homosexuals, negre = incapaç pel treball o discapacitat

El 26 de juny de 1933, Himmler va nomenar Theodor Eicke comandant de Dachau, el segon que el camp tenia. Eickel va iniciar unes reformes que esdevindrien el model seguit a d'altres camps. Tot i que només va ocupar el càrrec un any, el seu lideratge va suposar una reorganització integral del complex que serviria de model per a la resta de camps de concentració nazis. Tan bon punt va arribar a Dachau, va acomiadar la meitat dels 120 guardes que hi treballaven i redactà un reglament intern que equiparava la tolerància amb la feblesa i que establia nous protocols basats en una disciplina estricta, en l'obediència absoluta a les ordres i en l'enduriment de les mesures disciplinàries i de càstig (Lagerordnung, el Codi Disciplinari i Penal) per als detinguts. Va introduir l'ús d'uniformes tant pels guàrdies com pels presoners, essent l'ideòleg de l'infame pijama de franges blaves i blanques que acabaria simbolitzant els camps de concentració i d'extermini nazis arreu d'Europa. L'uniforme dels guàrdies també incloïa la calavera dels Totenkopf al coll de la camisa.
Tot i que les reformes d'Eicke van acabar amb la brutalitat atzarosa que havia caracteritzat els camps al seu inici, les noves regulacions eren molt lluny de ser humanes ja que el Lagerordnung especificava càstigs draconians per als presos desobedients, inclosos els càstigs corporals; l'obediència cega i una disciplina salvatge que incloïa la mort en alguns casos, fins i tot per haver comès delictes trivials. Així mateix, la imposició de la Postenpflicht (el deure dels guàrdies) a partir de l'1 d'octubre de 1933 obligava els guàrdies a disparar a qualsevol presoner implicat en activitats de resistència o d'evasió sense previ avís. De fet, Eicke fou conegut per la seva brutalitat, detestava la feblesa i instruïa els seus homes dient que qualsevol SS de cor moll hauria "... de retirar-se immediatament a un monestir." També va crear un sistema de funcionaris de presoners, que més tard es va convertir en ancians del camp, ancians de blocs i kapo dels camps posteriors.
 L'historiador Nikolaus Wachsmann afirma que, tot i que fou Himmler qui va establir les "directrius principals del sistema de camps de les SS," Eicke n'era el seu "principal motor." El seu antisemitisme, antibolxevisme i la seva insistència en l'obediència incondicional cap a ell, les SS i Hitler, van fer que Himmler el veiés amb bons ulls i fos promocionat a SS-Brigadeführer el gener del 1934. Al maig següent, Eicke ja s'autoanomenava "l'inspector dels camps de concentració" de l'Alemanya nazi. El desembre de 1934, Eicke va ser nomenat primer inspector de la Inspecció de Camps de Concentració (IKL); només els camps gestionats per l'IKL van ser designats "camps de concentració". Eicke va gestionar els detalls dels camps de concentració basant-se en la voluntat de Himmler.El maig de 1934, el camp de Lichtenburg va ser pres per les SS de la burocràcia prussiana, marcant l'inici d'una transició iniciada per Heinrich Himmler, aleshores cap de la Gestapo (policia secreta). Després de la purga de la Nit dels ganivets llargs de la SA el 30 de juny de 1934, durant la qual Eicke va tenir un paper principal i va ser promogut per les seves accions, els camps restants dirigits per la SA van ser assumits per les SS.

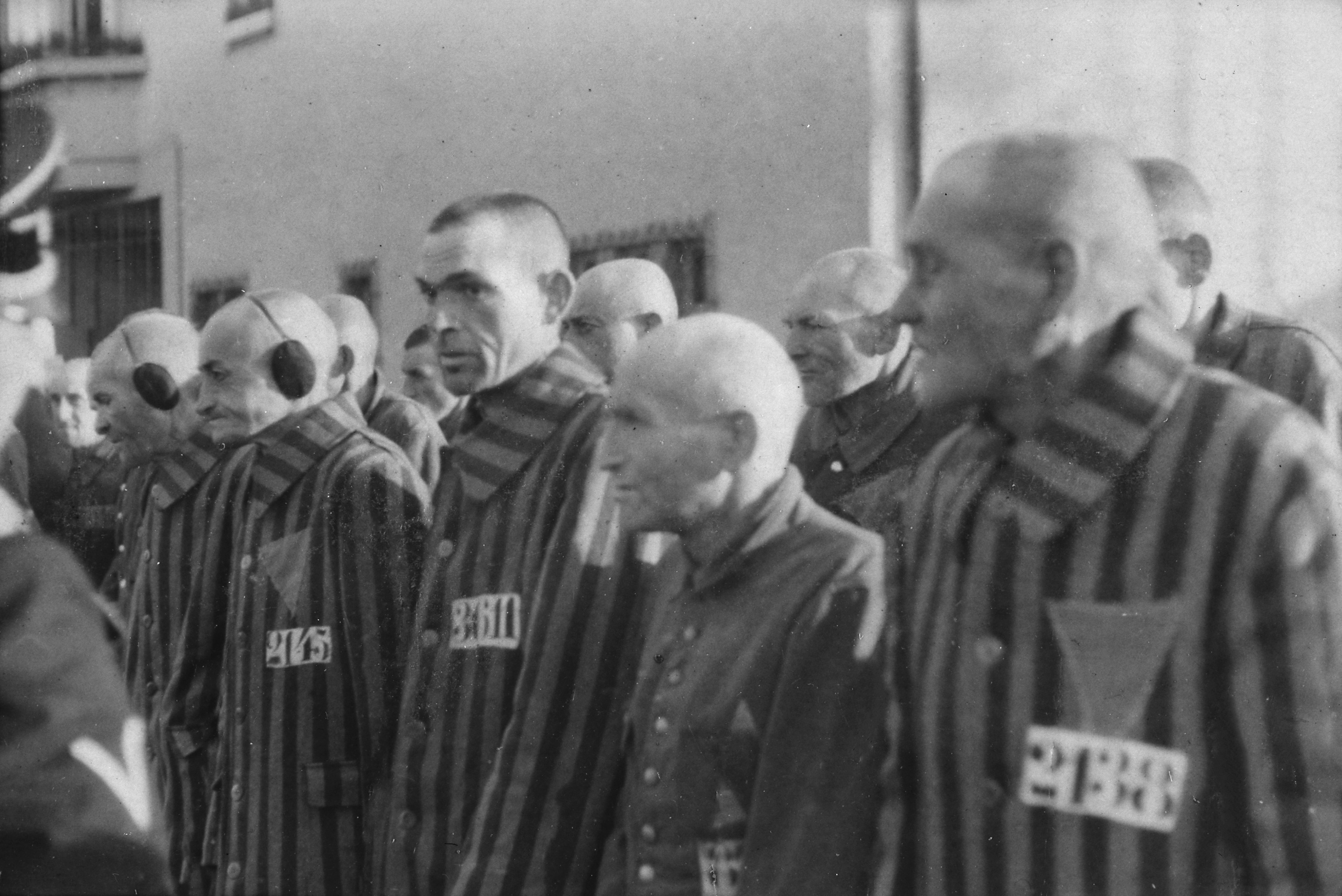
Presoners a Sachsenhausen, 19 de desembre de 1938

Wachsmann escriu que el "sistema de camps de concentració nazi es va forjar entre 1934 i 1937". A principis de 1934, el nombre de presoners encara baixava i el futur dels camps de concentració no era obvi. A mitjan 1935, només hi havia cinc camps, que contenien 4.000 presoners i 13 empleats a l'oficina central d'IKL. Al mateix temps, 100.000 persones van ser empresonades a les presons alemanyes, una quarta part de les delictes polítics. Himmler va considerar l'alliberament dels presos de 1933 "un dels errors polítics més greus que l'estat nacionalsocialista podria haver comès". Creient que l'Alemanya nazi estava en perill pels enemics interns, va demanar una guerra contra els "elements organitzats de la subhumanitat", inclosos comunistes, socialistes, jueus, maçons, i criminals. Himmler va guanyar el suport de Hitler i va ser nomenat cap de policia el 17 de juny de 1936. Tot i que el dictador nazi no va posar mai els peus en un camp de concentració, va tenir un paper clau en els esdeveniments del 1935, perdonant a diversos guàrdies condemnats per l'assassinat de presos i donant suport a l'oposició de Himmler als alliberaments dels presos.
El 1935, la premsa informava contínuament del "trasllat dels enemics del Reich als camps de concentració" i es va popularitzar la tornada "Lieber Herr Gott, mach mich stumm, Das ich nicht nach Dachau komm'" ("Estimat Déu, fes-me mut, Que no hagi d'anar a Dachau").
Dels sis camps SS operatius a mitjans de 1936, només dos (Dachau i Lichtenburg) encara existien el 1938. Al lloc dels camps que es van tancar, Eicke va obrir nous camps a Sachsenhausen (setembre de 1936) i Buchenwald (juliol de 1937). A diferència dels camps anteriors, els camps recentment oberts es van construir específicament, segons les paraules de Wachsmann, "planificats com a petites ciutats del terror". Es van dissenyar amb barracons, torres de guàrdia i filferro de pues. Fins i tot Dachau, el campament model, es va reconstruir completament el 1937/1938. Els nous camps estaven aïllats de la població i de l'estat de dret, cosa que permetia a les SS exercir el poder absolut. Els presos, que anteriorment portaven roba civil, es van veure obligats a portar uniformes amb distintius del camp de concentració nazi. Els guàrdies dels camps eren camp SS o el "cap de la mort" SS, homes joves reclutats específicament per a la tasca. El nombre de presos va començar a augmentar de nou, passant de 4.761 l'1 de novembre de 1936 a 7.750 a finals de 1937.

### Expansió ràpida (1937–1939)

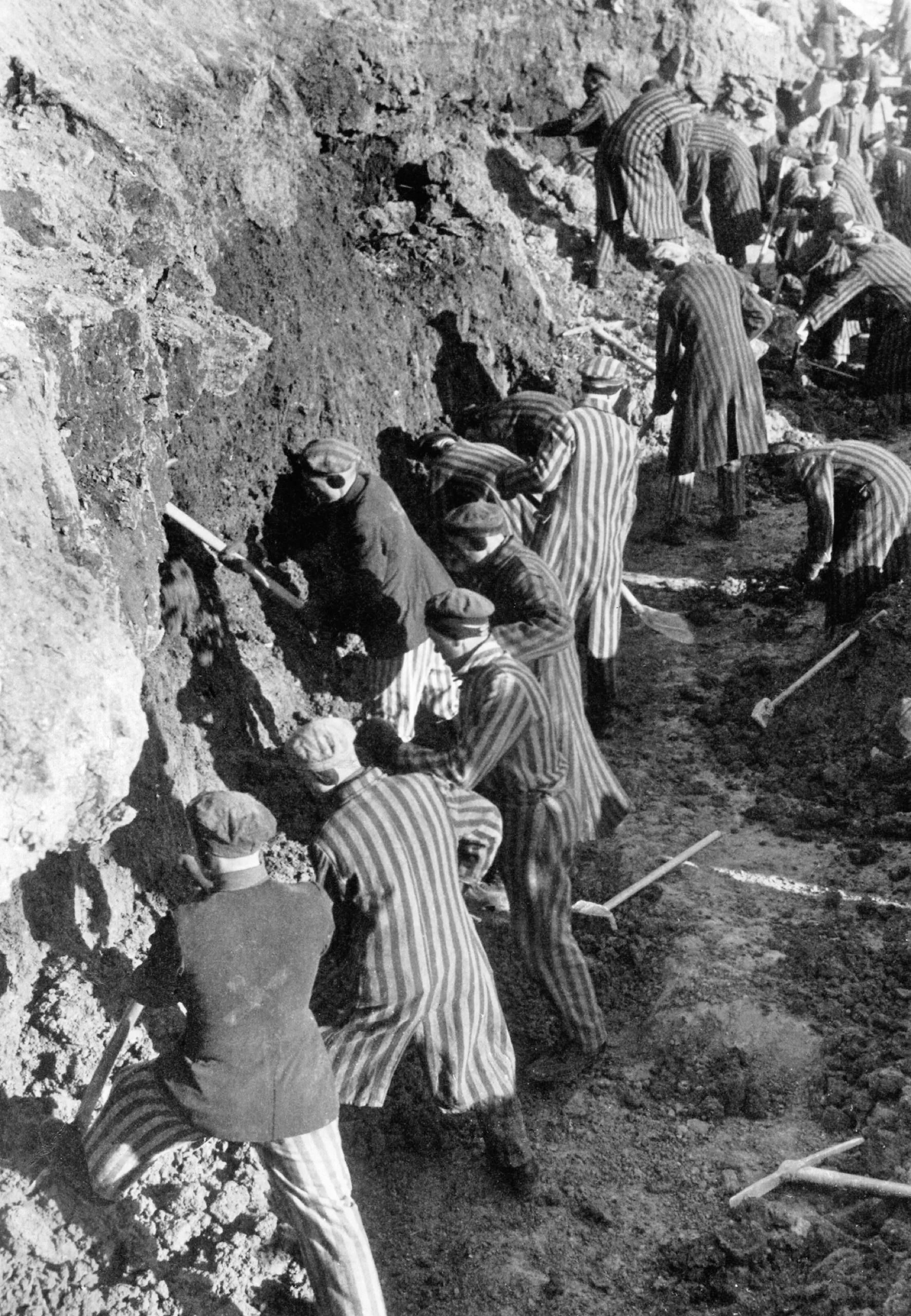
Treballadors forçats a les fàbriques de maons de Sachsenhausen

A finals de juny de 1938, la població de presos s'havia multiplicat per tres en els sis mesos anteriors, fins a arribar als 24.000 presos. L'augment es va impulsar amb les detencions de persones considerades "criminals habituals" o "asocials". Segons el cap de les SS Heinrich Himmler, els presos "criminals" dels camps de concentració havien d'estar aïllats de la societat perquè havien comès delictes de naturalesa sexual o violenta. De fet, la majoria dels presos criminals eren homes de la classe treballadora que havien recorregut a petits robatoris per mantenir les seves famílies. La categoria asocial era per a les persones que no "encaixaven en la mítica comunitat nacional", en paraules de Wachsmann. Les incursions nazis, com el Aktion Arbeitsscheu Reich de juny de 1938, en què 10.000 persones van ser arrestades, dirigint-se contra persones sense llar i malalts mentals, així com a aturats. Tot i que els nazis s'havien dirigit anteriorment a persones de fora de l'àmbit social, l'afluència de nous presoners va fer que els presos polítics esdevinguessin una minoria.
Per allotjar els nous presoners, es van establir tres nous camps: Flossenbürg (maig de 1938) a prop de la frontera txecoslovaca, Mauthausen (agost de 1938) en territori annexionat d'Àustria i Ravensbrück (maig de 1939) el primer camp per a dones presoneres. Les detencions massives van estar en part motivades per factors econòmics. La recuperació de la Gran Depressió va fer baixar la taxa d'atur, de manera que s'arrestarien elements "tímids per treballar" perquè altres treballessin més. Al mateix temps, Himmler també se centrava a explotar la mà d'obra dels presos dins del sistema de camps. L'arquitecte de Hitler, Albert Speer, tenia grans plans per crear una arquitectura nazi monumental. L'empresa SS German Earth and Stone Works (DEST) es va crear amb fons de l'agència Speer per explotar la mà d'obra dels presoners per extreure materials de construcció. Flossenbürg i Mauthausen s'havien construït al costat de les pedreres i DEST també va instal·lar maons a Buchenwald i Sachsenhausen.
Els presos polítics també van ser arrestats en major nombre, inclosos els Testimonis de Jehovà i els emigrats alemanys que havien tornat a casa. Els antinazis txecs i austríacs també van ser objectius després de l'annexió dels seus països el 1938 i el 1939. Els jueus també van ser objectius creixents, amb 2.000 jueus vienesos arrestats després de l'annexió nazi. Després del pogrom de la Kristallnacht, 26.000 homes jueus van ser deportats als camps de concentració després de detencions massives, convertint-se en la majoria de presos. Aquests presos van ser objecte d'abusos sense precedents, inclosos robatoris sistemàtics d'objectes de valor, "privació, tortura, suïcidi i assassinat" que van provocar centenars de morts: van morir més persones a Dachau en els quatre mesos posteriors a la Kristallnacht que en els cinc anys anteriors. No obstant això, l'objectiu en aquell moment no era l'assassinat massiu de jueus, sinó incitar-los a l'emigració. La majoria dels presoners jueus van ser alliberats aviat.

### Segona Guerra Mundial
A finals d'agost de 1939, presoners de Flossenbürg, Sachsenhausen i altres camps de concentració van ser transportats a la frontera polonesa, vestits amb uniformes polonesos i assassinats com a part de l'incident de Hochlinden, un dels atacs de bandera falsa organitzats per Alemanya per justificar la invasió de Polònia. Durant la guerra, els camps es van tornar cada vegada més brutals i letals a causa dels plans de la direcció nazi: la majoria de les víctimes van morir a la segona meitat de la guerra. A la vegada, a mesura que la xarxa de camps augmentava arran de la conquesta alemanya de Polònia, l'SS-Obergruppenführer Oswald Pohl va crear el seu propi subimperi dins de les SS, convertint els camps de treball en un mecanisme per a obtenir beneficis. Això va fer que Pohl esdevingués una figura clau en el desenvolupament del sistema de camps de concentració.
Es van obrir cinc nous camps entre l'inici de la guerra i el final del 1941: Neuengamme (principis del 1940), fora d'Hamburg; Auschwitz (juny de 1940), que inicialment funcionava com a camp de concentració de militants de la resistència polonesa; Gross-Rosen (maig de 1941) a Silèsia; i Natzweiler (maig de 1941) en territori annexionat de França. També es van establir camps satèl·lits. Aquesta expansió va ser impulsada per la demanda de treballs forçats i més tard per la invasió de la Unió Soviètica; es van enviar nous camps a prop de les pedreres (Natzweiler i Gross-Rosen) o de maons (Neuengamme).
A principis de 1941, l'alt comandament de les SS va ordenar l'assassinat massiu deliberat de presoners malalts i esgotats que ja no podien treballar (especialment aquells que es consideraven inferiors a la raça), en una operació anomenada Acció 14f13. El personal del camp i els "metges d'eutanasia" viatgers van seleccionar les víctimes i van ser retirades dels camps per ser assassinades als centres d'eutanàsia. A la primavera de 1942, quan va acabar l'operació, almenys 6.000 persones havien mort. Una operació relacionada, Acció 14f14, va començar a l'agost de 1941 i va implicar l'assassinat de presoners de guerra soviètics seleccionats dins dels camps de concentració, normalment als pocs dies de la seva arribada. A mitjan 1942, quan va finalitzar l'operació, havien estat assassinats 38.000 presoners soviètics. A Auschwitz, les SS van utilitzar Zyklon B per matar presoners soviètics en cambres de gas improvisades.
Des de juliol de 1944 fins a maig de 1945, els camps de concentració van ser presos gradualment i els presoners restants van ser alliberats, principalment per forces soviètiques o nord-americanes.

## Organització
El novembre de 1940, la substitució d'Eicke per Richard Glücks com el líder de l'IKL va donar lloc a una barreja burocràtica amb poques conseqüències pràctiques: l'IKL va passar al control de l'Oficina Central de Comandament de les SS i l'Oficina Central de Seguretat del Reich (RSHA) va assumir responsabilitat de detenir i alliberar presoners del camp de concentració. El 1942, l'IKL es va convertir en Amt D (Oficina D) de l'Oficina Econòmica i Administrativa Principal de les SS (SS-WVHA) sota Pohl.

## Presos

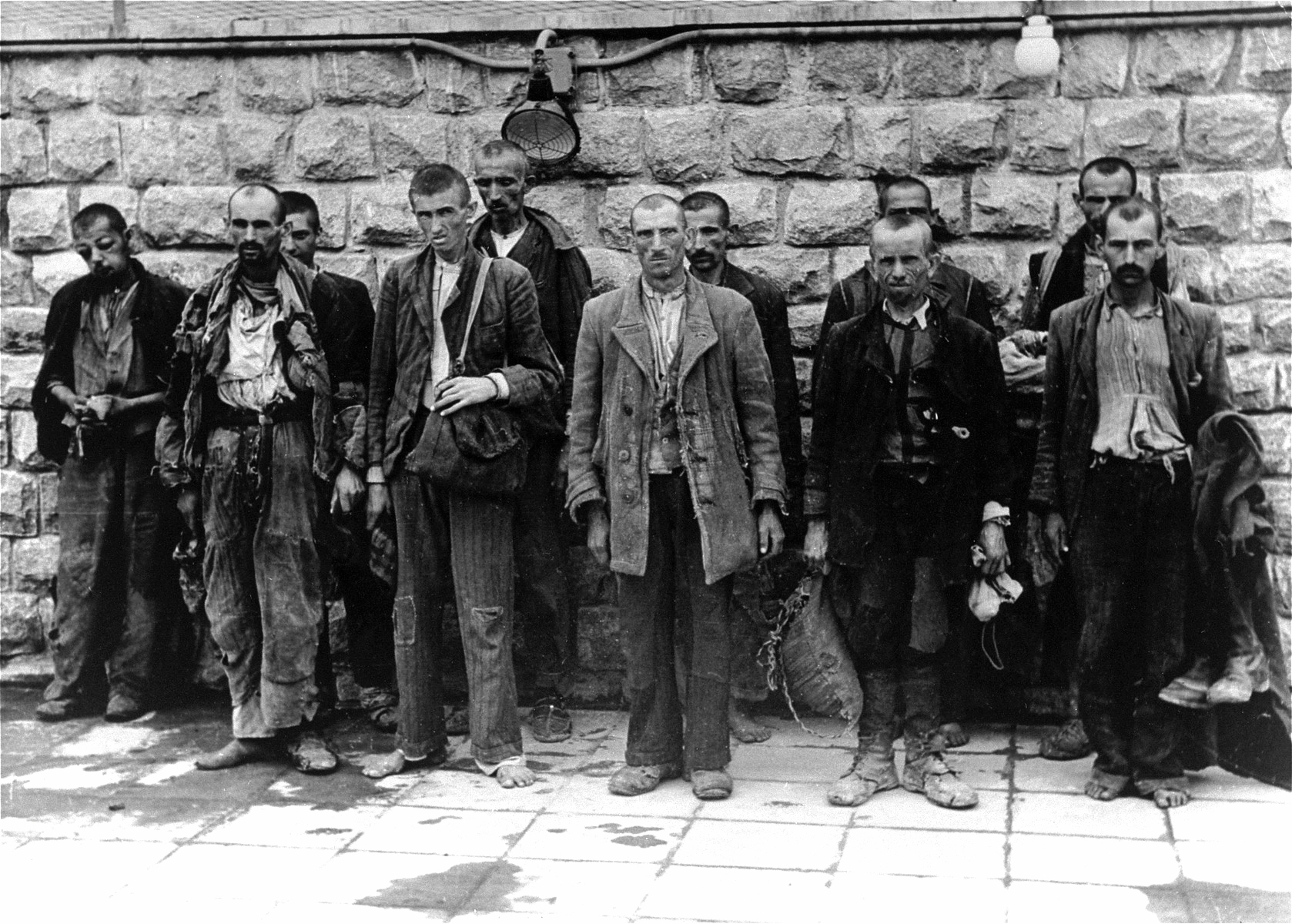
Nous presoners que van sobreviure a un viatge d'una setmana en vagons oberts que esperaven la desinfecció a Mauthausen

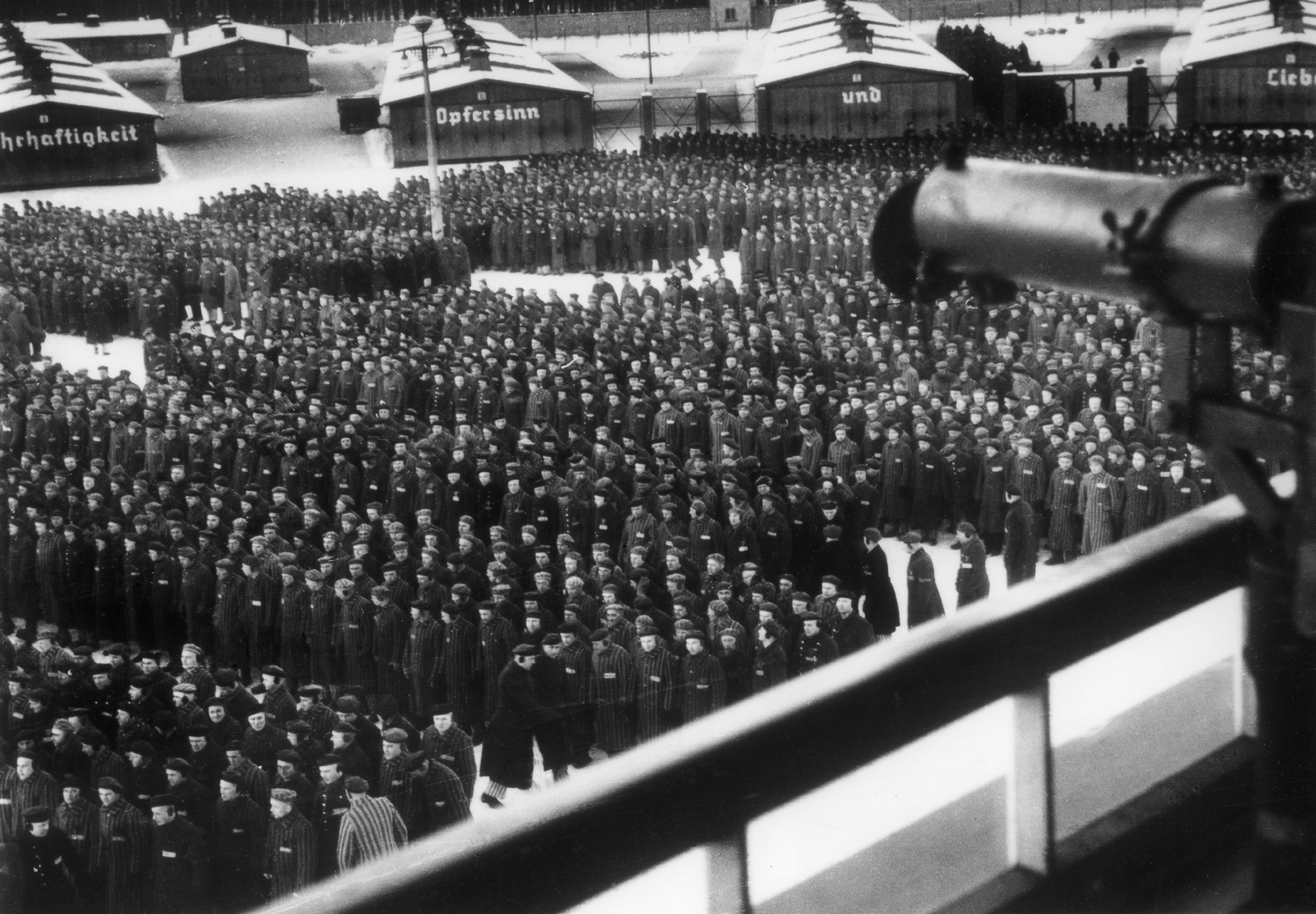
Presoners arrenglerats per passar llista al camp de concentració de Sachsenhausen, 1941

Abans de la Segona Guerra Mundial, la majoria de presoners als camps de concentració eren alemanys. Després de l'expansió de l'Alemanya nazi, la gent dels països ocupats per la Wehrmacht va ser atacada i detinguda als camps de concentració, especialment txecs del Protectorat de Bohèmia i Moràvia, veterans republicans de la Guerra Civil espanyola i polonesos. A l'Europa occidental, les detencions es van centrar en combatents de la resistència i sabotejadors, però a l'Europa de l'Est van incloure reunions massives dirigides a la implementació de la política de població nazi i al reclutament forçós de treballadors. Això va provocar un predomini dels europeus de l'est, especialment els polonesos, que formaven la majoria de la població d'alguns camps. Al final de la guerra, només el 5-10 per cent de la població del camp era "alemanys del Reich" d'Alemanya o Àustria. A finals de 1941, molts presoners de guerra soviètics van ser traslladats a annexos especials dels camps de concentració. Destinats a ser una reserva de mà d'obra, estaven deliberadament sotmesos a la fam massiva.
La majoria dels jueus que van ser perseguits i assassinats durant l'Holocaust mai no van ser presoners als camps de concentració, sinó que van ser detinguts en guetos nazis o camps de treballs forçats. No obstant això, aquells que van entrar al sistema van patir assetjament específic (sovint mortal). Un nombre important de jueus van ser empresonats a partir del novembre de 1938 a causa de la Kristallnacht, després de la qual cosa sempre van estar massa representats com a presoners. Després de l'inici de la guerra, alguns jueus que havien estat alliberats després de la Kristallnacht van ser arrestats de nou si no havien aconseguit emigrar.
Els jueus, els presoners eslaus i els republicans espanyols van ser objecte d'un tractament especialment dur que va provocar una elevada taxa de mortalitat durant la primera meitat de la guerra. En canvi, els alemanys del Reich gaudien d'un tracte favorable en comparació amb altres nacionalitats. Una minoria de presos va obtenir un tractament substancialment millor que la resta perquè eren presoners funcionaris (la majoria alemanys) o treballadors qualificats. Els funcionaris presos servien al caprici de les SS i podien ser acomiadats per estricte insuficient. Com a resultat, el sociòleg Wolfgang Sofsky subratlla que "van assumir el paper de les SS per evitar la invasió de les SS" i altres presoners les van recordar per la seva brutalitat.

## Treball forçat

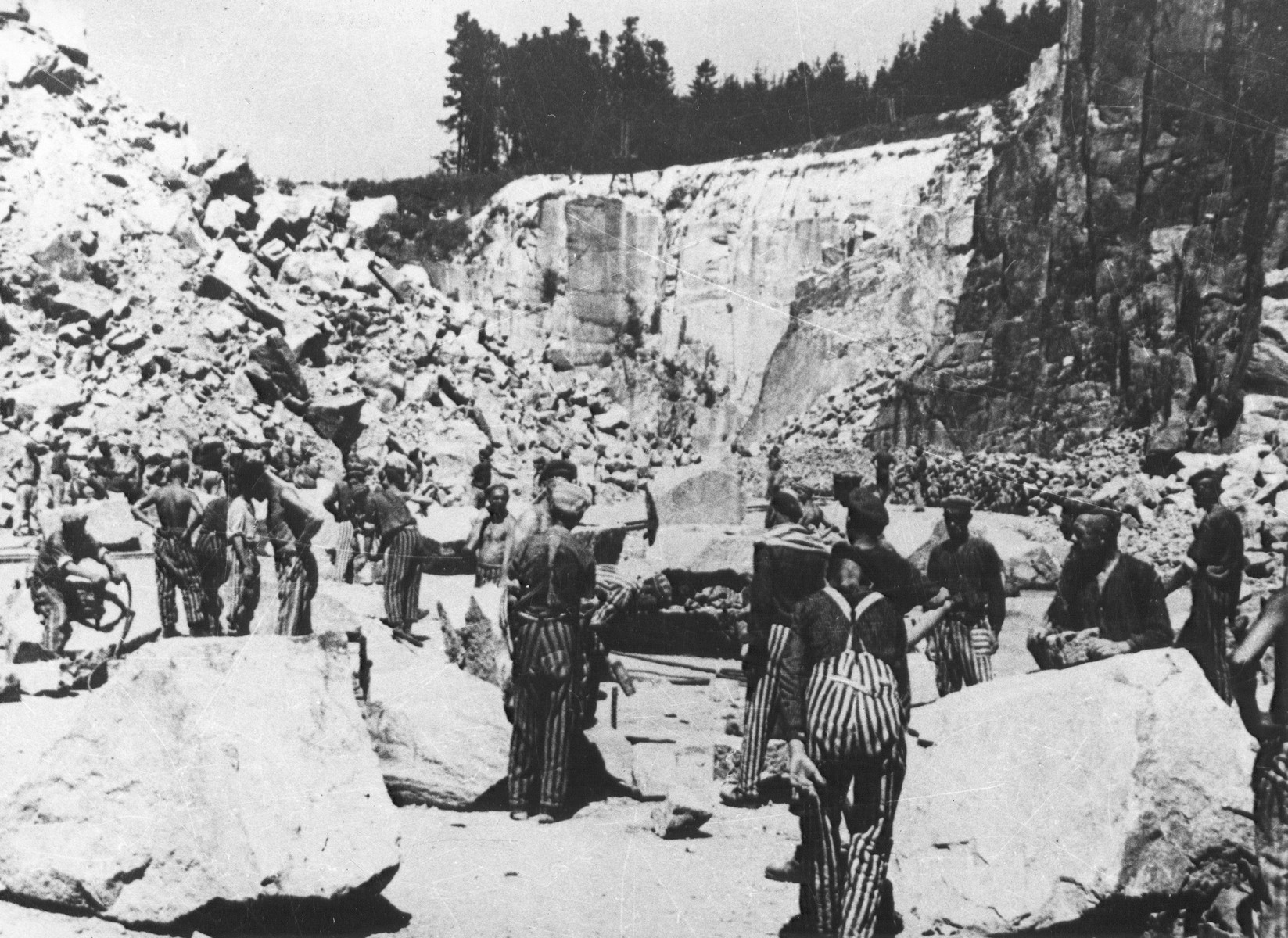
Els presoners de Mauthausen forçats a treballar a la pedrera de Wiener Graben, el 1942

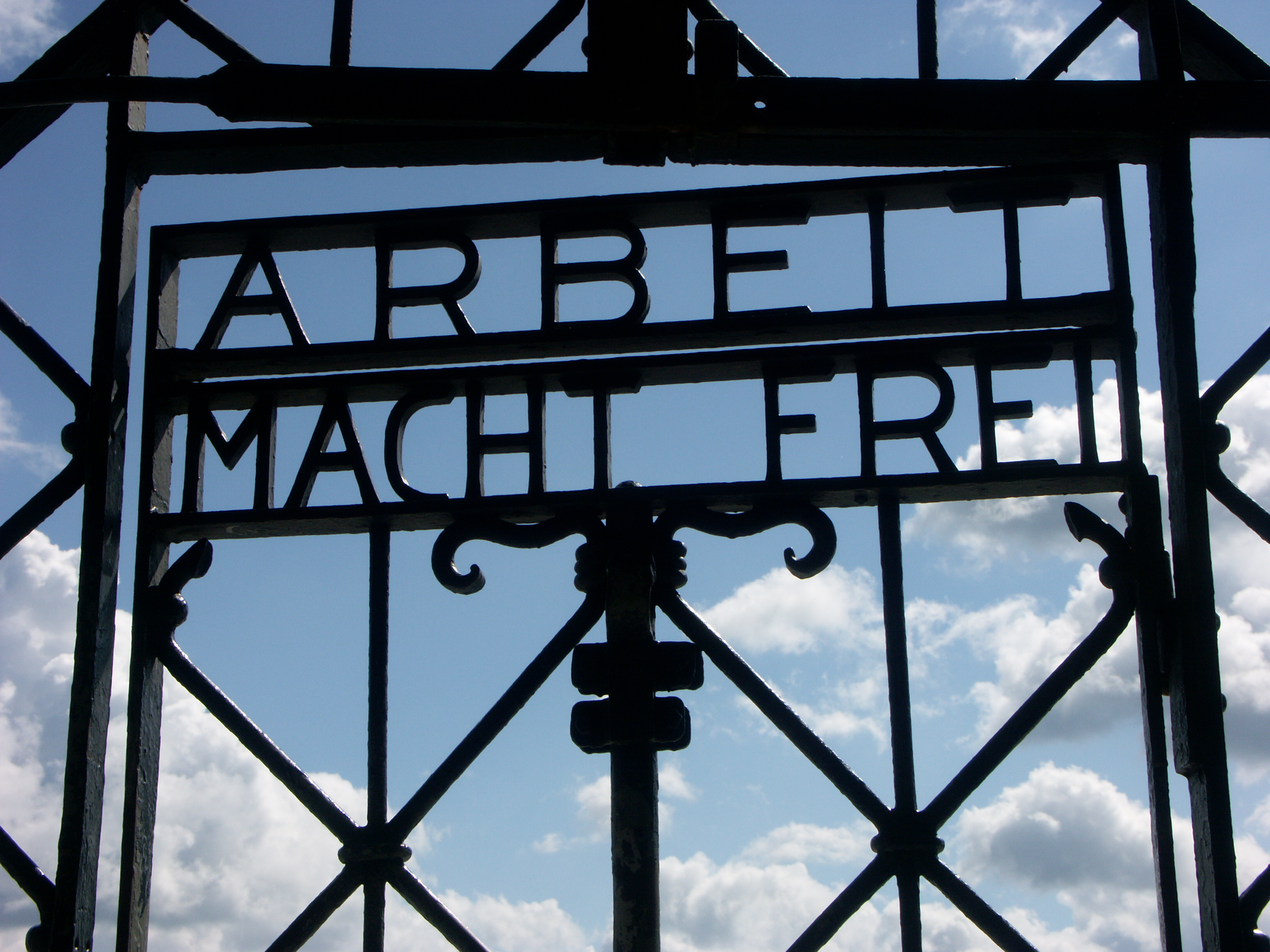
L'entrada a l'edifici Jourhaus, per on s'entrava al camp de presoners conté el lema Arbeit macht frei ("El treball et farà lliure")

La propaganda nazi assegurava que els camps de concentració eren camps de treball i de reeducació i, per aquest motiu, l'entrada principal dels camps tenien una porta de ferro amb el lema "Arbeit macht frei" ("El treball et farà lliure"). Tot i això, l'objectiu real era un altre. Així doncs, els presos del camp ben aviat van ser utilitzats de d'obra forçada, tot seguint un mètode de tortura i d'extermini a través de treballs forçats.
Després de 1942, es van crear molts petits subcamps prop de les fàbriques per proporcionar treballs forçats. IG Farben va establir una fàbrica de cautxú sintètic el 1942 al camp de concentració de Monowitz (Auschwitz III) ; es van establir altres camps al costat de fàbriques d'avions, mines de carbó i plantes de propulsors de coets. Les condicions eren brutals i, sovint, els presos eren enviats a les cambres de gas o assassinats al lloc si no funcionaven prou ràpidament.

## Percepció pública
Hi ha alguna cosa del mite que el totalitarisme nazi va aterrir els alemanys. En lloc d'això, Robert Gellately argumenta que "els alemanys generalment es van mostrar orgullosos i satisfets que Hitler i els seus secuaços deixessin de banda certs tipus de gent que no hi cabia o que eren considerats com a" forasters "," asocials "," inútils ". menjadors o "criminals". Karola Fings escriu que la demanda de brigades de construcció de les SS, presoners dels camps de concentració que treballaven a ciutats alemanyes bombardejades, "apunta a l'acceptació general dels camps de concentració".

## Estadístiques
Hi havia 27 camps principals i, segons l'estimació de Nicholas Wachsmann, més de 1.100 camps satèl·lits. (Aquesta és una xifra acumulativa que compta tots els subcamps que hi havia en un moment determinat; Orth calcula que el nombre de subcamps havia estat de 186 a finals de 1943, de 341 o més el juny de 1944 i d'almenys 662 al gener de 1945).
Al voltant d'1,65 milions de persones van ser registrades presoneres als camps, de les quals, segons Wagner, gairebé un milió va morir durant el seu internament. L'historiador Adam Tooze compta el nombre de supervivents en no més de 475.000, calculant que almenys 1,1 milions dels presoners registrats havien d'haver mort. Segons la seva estimació, almenys 800.000 dels presoners assassinats no eren jueus. A més dels presoners registrats que van morir, un milió de jueus van ser gasificats en arribar al camp de concentració d'Auschwitz; incloses aquestes víctimes, el nombre total de morts s'estima en 1,8 a més de dos milions. La majoria de les víctimes mortals es van produir durant la segona meitat de la Segona Guerra Mundial, incloent almenys un terç dels 700.000 presoners registrats a gener de 1945. En termes proporcionals, la taxa de mortalitat va ser més alta el 1942 i va tornar a caure el 1943 abans de tornar a aixecar-se durant l'últim any de la guerra; no obstant això, l'augment del nombre de presos va fer que en termes absoluts el nombre de morts continués augmentant.
Els camps d'extermini com Kulmhof, Belzec, Sobibor, i Treblinka no formaven part del sistema de camps de concentració i estaven operativament separats. Aquests camps només mantenien una població mínima de presoners.

## Marxes de la mort i alliberament

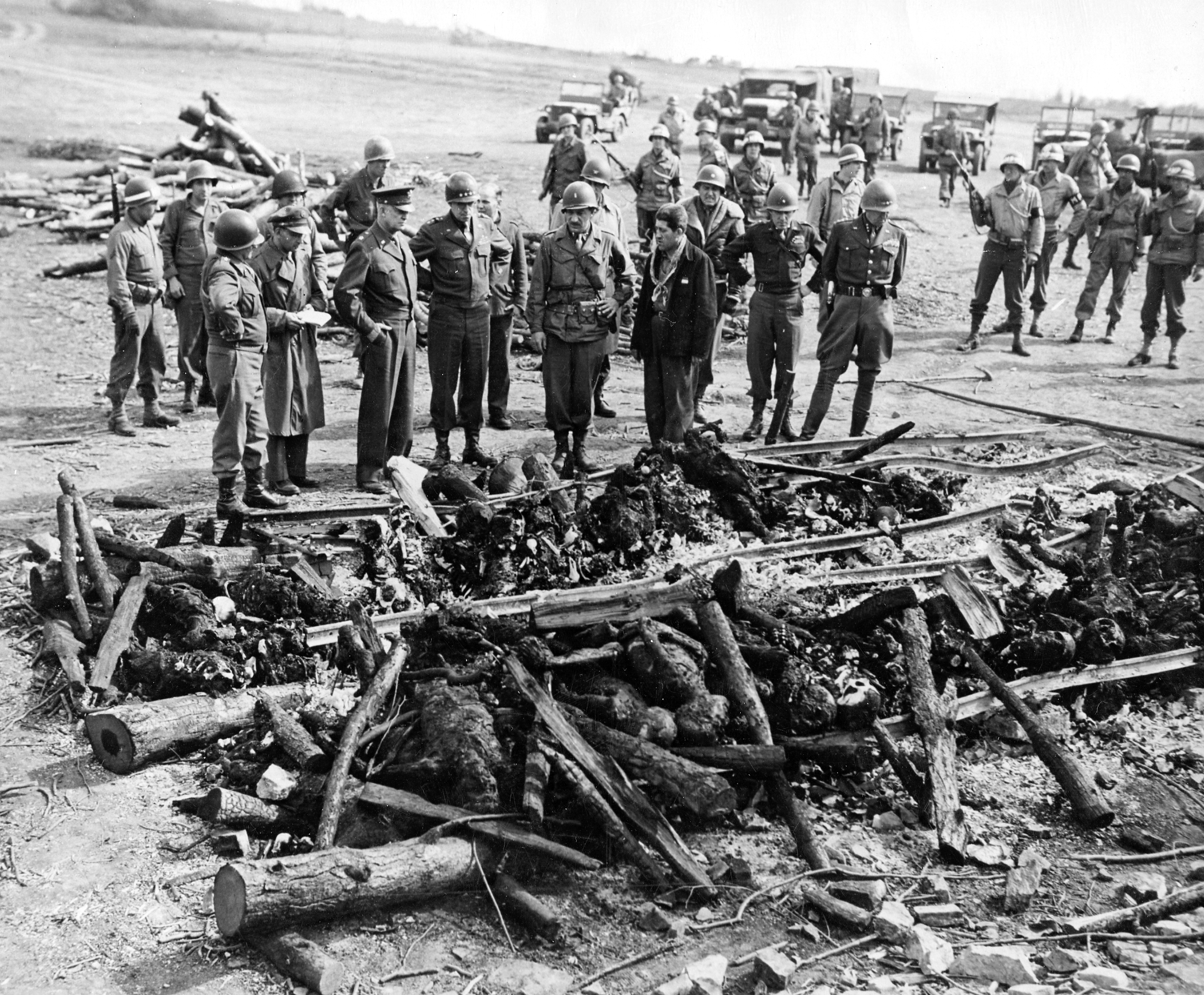
El comandant en cap aliat Dwight D. Eisenhower recorre el camp de concentració d'Ohrdruf, el maig de 1945.

En paral·lel a l'avanç dels Aliats sobre el territori controlat pel Tercer Reich, a l'estiu de 1944, les SS van iniciar l'evacuació dels primers camps de concentració i la deportació dels seus presoners cap a camps situats en zones considerades més segures. Així doncs, durant la segona meitat de l'any, es van produir importants evacuacions dels camps dels països bàltics i de Polònia oriental, els més amenaçats per l'avenç de l'Exèrcit Roig. A conseqüència, milers de presoners van ser assassinats abans o durant les marxes de la mort, ja fos a causa de malalties, de dificultats per a caminar o per l'arbitrarietat dels SS que els custodiaven. A mesura que els presoners de camps evacuats arribaven a altres camps de concentració, aquests s'anaven superpoblant, circumstància que afegia més dificultats a la supervicència dels reclusos, ja que les condicions esdevenien encara més antihigièniques i les racions alimentàries eren encara més minses. Aquesta situació va ser especialment nefasta a partir de la fi del 1944.
A partir de gener de 1945, un cop els jerarques nazis van veure que era inevitable que els Aliats entressin a Alemanya, van ordenar l'evacuació dels camps de l'oest de Polònia i de Silèsia i al març dels d'Alemanya. L'abril del 1945, Himmler va detallar rutes d'evacuació concretes pels camps que encara quedaven sota control nazi. En virtut d'aquesta normativa, els presoners de camps del nord d'Alemanya havien de ser traslladats cap a les costes de Mar Bàltica i del Mar del Nord, on haurien de ser ofegats i els interns a camps del sud del Tercer Reich haurien de ser concentrats cap als Alps, la zona on les SS pretenien resistir els atacs dels Aliats. A la vegada, essent com eren conscients que Alemanya perdria la guerra, les SS van intentar eliminar les proves dels camps que havien comès als camps de concentració. Així doncs, en paral·les a l'evacuació dels camps, van iniciar la destrucció de les proves i a planejar l'assassinat dels presoners, utilitzant els codis en clau "Wolke A-I" (Núvol A-1) i "Wolkenbrand" (Núvols de foc), plans que, finalment, no es van dur a terme.
Els camps van ser alliberats per les forces aliades entre 1944 i 1945. El primer gran camp, Majdanek, va ser descobert pels soviètics que avançaven el 23 de juliol de 1944. Auschwitz va ser alliberat, també pels soviètics, el 27 de gener de 1945; Buchenwald pels nord-americans l'11 d'abril; Bergen-Belsen pels britànics el 15 d'abril; Dachau pels nord-americans el 29 d'abril; Ravensbrück pels soviètics el mateix dia; i Mauthausen pels nord-americans el 5 de maig.
A la majoria dels camps descoberts pels soviètics, gairebé tots els presoners ja havien estat retirats, deixant només uns pocs milers de persones vives: 7.000 presos van ser trobats a Auschwitz, inclosos 180 nens que s'havien utilitzat en experiments pels metges. Uns 60.000 presoners van ser descoberts a Bergen-Belsen per la 11a Divisió Blindada britànica, 13.000 cadàvers sense enterrar al voltant del camp i altres 13.000 reclusos, massa febles per recuperar-se, van morir després que el camp fos alliberat. Els britànics van obligar els guàrdies de les SS a recollir els cadàvers i a enterrar-los en fosses comunes. Després que el camp fos netejat tant de presos com de personal de les SS, els britànics el van cremar per evitar la propagació del tifus.
Molts presoners van morir després de l'alliberament a causa del seu mal estat físic.

## Conseqüències

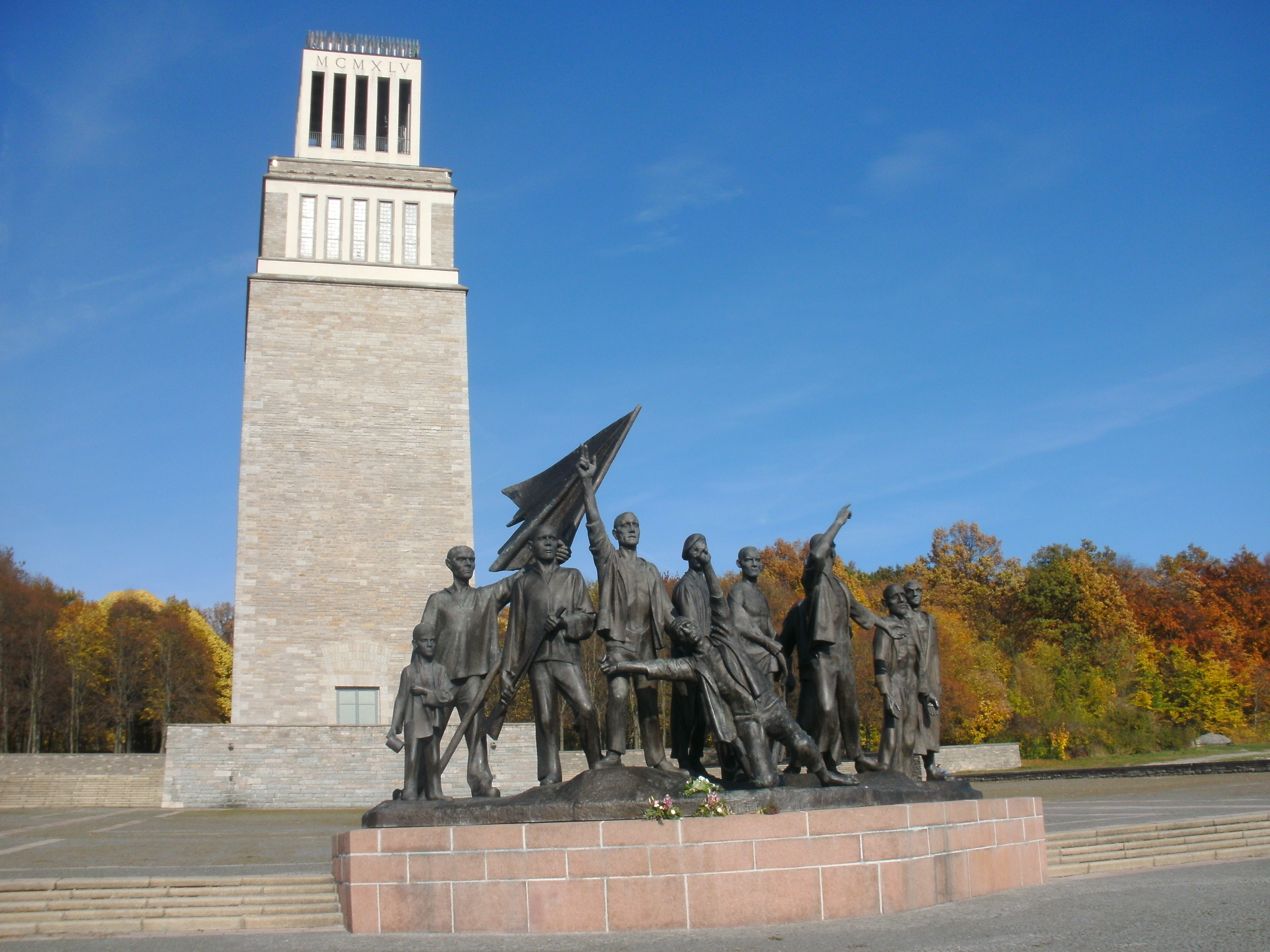
Memorial a Buchenwald

Des del seu alliberament, el sistema de camps de concentració nazi ha arribat a simbolitzar la violència i el terror al món modern.
Segons la política alemanya occidental de Wiedergutmachung (lit.  "tornar bé"), alguns supervivents dels camps de concentració van rebre una indemnització pel seu empresonament. Alguns autors van ser jutjats després de la guerra.
Molts supervivents van declarar sobre les seves experiències o van escriure memòries després de la guerra. Alguns d'aquests relats s'han fet famosos internacionalment, com el llibre de Primo Levi de 1947, Si això és un home.
Els camps de concentració han estat objecte d'escrits històrics des de l'estudi d'Eugen Kogon de 1946, Der SS-Staat ("L'estat de les SS""). No obstant això, no es van iniciar investigacions substancials fins als anys vuitanta. La beca s'ha centrat en el destí dels grups de presos, l'organització del sistema de camps i aspectes com el treball forçat. S'han publicat dues enciclopèdies acadèmiques exhaustives dels camps de concentració: Der Ort des Terrors i Enciclopèdia de camps i guetos en llengua alemanya, produïda pel Museu Memorial de l'Holocaust dels Estats Units. Segons Caplan i Wachsmann, "s'han publicat més llibres sobre els camps nazis que qualsevol altre lloc de detenció i terror de la història".
Dan Stone argumenta que el sistema de camps de concentració nazi va inspirar atrocitats similars en altres règims, inclòs el govern argentí durant la Guerra Bruta, el règim de Pinochet a Xile i la presó de Pitești a la República Popular de Romania.